# Super Bowl XL
Il Super Bowl XL fu la 40ª edizione del Super Bowl. Si disputò il 5 febbraio 2006 al Ford Field di Detroit, Michigan. I campioni della AFC, i Pittsburgh Steelers sconfissero per 21-10 i campioni della NFC, i Seattle Seahawks.
Con la vittoria, gli Steelers raggiunsero i San Francisco 49ers e i Dallas Cowboys come uniche altre franchigie ad aver vinto cinque Super Bowl. Pittsburgh, che terminò la stagione regolare con un record di 11-5, divenne la quarta wild card della storia, la terza in nove anni e la prima di sempre a partire dal sesto posto del tabellone della propria conference, a vincere un Super Bowl. I Seahawks invece, alla loro trentesima stagione nella lega, raggiunsero il loro primo Super Bowl dopo aver terminato con un record di 13-3, il migliore della NFC.
Seattle dominò il primo quarto di gioco ma a causa di passaggi sfuggiti dalle mani dei ricevitori e penalità subite riuscì solamente a segnare un field goal. Gli Steelers salirono a un vantaggio di 14–3 all'inizio del terzo quarto quando il running back Willie Parker stabilì il nuovo record del Super Bowl con un touchdown dopo una corsa da 75 yard. Il defensive back dei Seahawks Kelly Herndon stabilì un altro record del Super Bowl con un intercetto ritornato per 76 yard in touchdown, accorciando lo svantaggio a 14–10. Pittsburgh però rispose con un passaggio da touchdown da 43 yard di Antwaan Randle El per Hines Ward, la prima volta che un ricevitore passò un touchdown nel Super Bowl. Ward, che ricevette 5 passaggi per 123 e un touchdown, oltre a correre 18 yard, fu nominato MVP.

## Squadre

### Seattle Seahawks
I Seahawks giunsero al Super Bowl XL dopo avere terminato la stagione regolare con un bilancio di 13-3, il migliore della NFC. Dopo una partenza con un record di 2-2, vinsero 11 gare consecutive, prima di perdere contro i Green Bay Packers nell'ultima gara della stagione. Il record di 13–3 e la quella striscia di vittorie furono nuovi primati di franchigia.

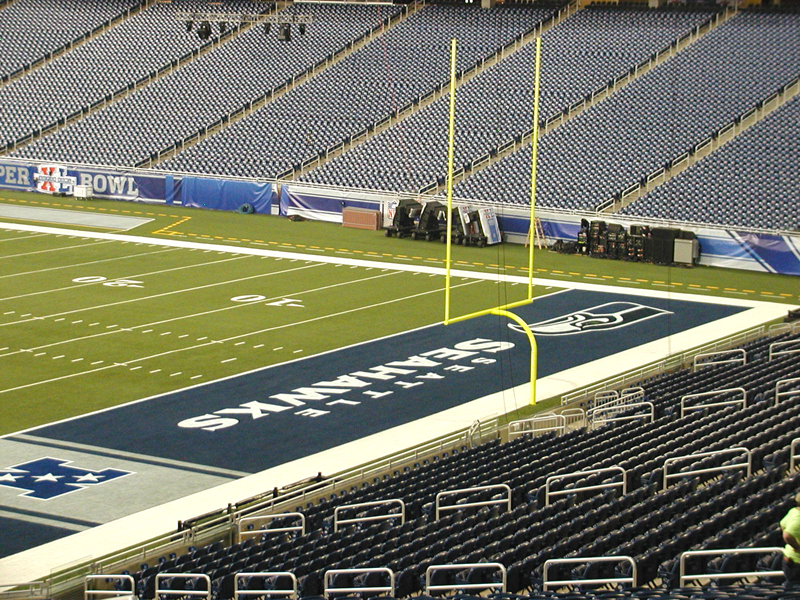
La end zone dei Seahawks al Ford Field

Questa fu la prima apparizione di Seattle al Super Bowl in trent'anni di storia. I Seahawks erano stati una squadra mediocre per la maggior parte degli anni novanta, facendo registrare otto stagioni consecutive senza un record positivo, dal 1991 al 1998. Il punto più basso fu nel 1996, quando l'allora proprietario Ken Behring annunciò la sua intenzione di spostare la società nell'area di Los Angeles. Le fortune della società iniziarono a mutare nel 1997, quando il cofondatore di Microsoft Paul Allen acquistò la società e annunciò la sua intenzione di costruire un nuovo stadio, il Qwest Field, per sostituire il fatiscente Kingdome. Mike Holmgren, che aveva guidato i Green Bay Packers ai Super Bowl XXXI e XXXII, divenne il capo-allenatore nel 1999. Divenne così il quinto allenatore a guidare due differenti squadre al Super Bowl. Joe Jurevicius divenne il sesto giocatore a disputare il Super Bowl con tre diverse squadre.
Trascinata dal running back Shaun Alexander, Seattle concluse la stagione 2005 con miglior attacco della lega, segnando 452 punti. Dal canto suo, il quarterback Matt Hasselbeck completò il 65,5 percento dei suoi passaggi, per 3.455 yard e 24 touchdown (a fronte di soli nove intercetti). Alexander, che aveva segnato almeno 16 touchdown in ognuna delle precedenti quattro stagioni, disputò la miglior annata della sua carriera, guidando la lega con 1.880 yard corse e segnando l'allora record NFL di 28 touchdown, venendo premiato come MVP della NFL. A bloccare per Hasselbeck e Alexander fu una linea offensiva di primo livello, guidata dal futuro membro della Pro Football Hall of Fame Walter Jones e i Pro Bowler Steve Hutchinson, Robbie Tobeck e Mack Strong.
La difesa di Seattle guidò la NFL con 50 sack messi a segno, anche se il suo unico giocatore convocato per il Pro Bowl fu il middle linebacker Lofa Tatupu, che guidò la squadra con 104 tackle. La linea secondaria di Seattle invece quell'anno subì diversi infortuni.

### Pittsburgh Steelers
Dopo una non agevole partenza con un bilancio di 7-5, gli Steelers si ripresero, terminando la stagione regolare con un record di 11–5 record. Nei playoff divennero la prima squadra a battere tutte le prime tre squadre nel tabellone della propria conference (#3 Cincinnati, #1 Indianapolis e #2 Denver). Inoltre divennero la prima squadra col numero 6 del tabellone (l'ultimo) a raggiungere il Super Bowl da quando i playoff furono allargati a 12 squadre nel 1990.
Diretti dall'allenatore Bill Cowher sin dal 1992, gli Steelers erano stati una delle migliori squadre della NFL, avendo raggiunto i playoff in 10 delle ultime 14 stagioni, raggiungendo sei finali della AFC e qualificandosi per il Super Bowl XXX, perso contro i Dallas Cowboys 27–17. L'anno precedente, il quarterback Tommy Maddox era stato sostituito dopo un infortunio dal rookie Ben Roethlisberger, che portò la squadra a una striscia di 14 vittorie consecutive e a un record di 15-1, perdendo nei playoff contro i New England Patriots, futuri campioni.

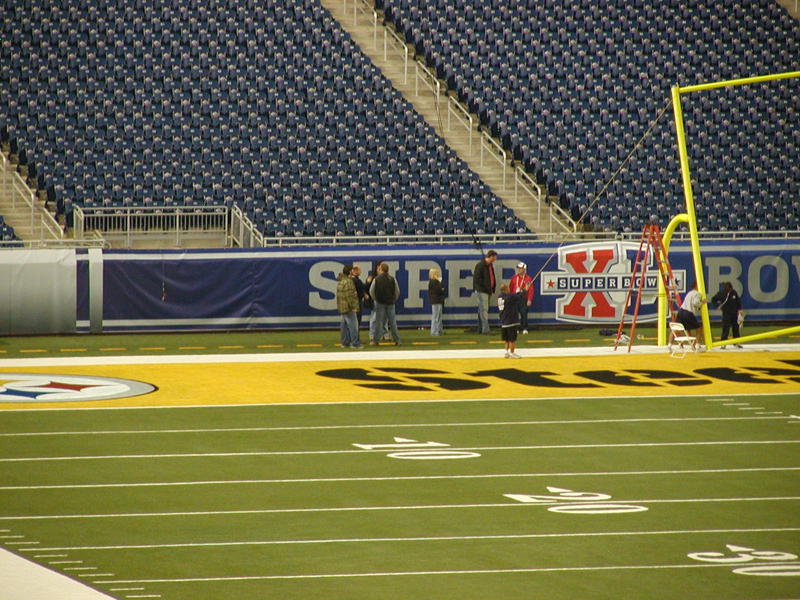
La end zone dei Pittsburgh Steelers

Roethlisberger disputò 12 gare nella stagione regolare, perdendone quattro per infortunio, lanciando 2.385 yard e 17 touchdown, con nove intercetti. Il miglior ricevitore della squadra fu Hines Ward, che terminò con 975 yard e 11 touchdown. Con 69 ricezioni arrivò a un totale di carriera di 574, superando il record di franchigia dell'Hall of Famer John Stallworth. Anche il tight end rookie Heath Miller diede il suo contributo, segnando sei touchdown. Il punto forte dell'attacco fu però il reparto sulle corse, con Willie Parker che corse 1.202 yard e il futuro Hall of Famer Jerome Bettis, all'ultima stagione in carriera, che segnò nove touchdown. La sua linea offensiva era guidata dal Pro Bowl Alan Faneca e dal centro Jeff Hartings.
La difesa degli Steelers si classificò quarta nella NFL ed era guidata dal suo reparto di linebacker: Joey Porter, James Farrior, Clark Haggans e Larry Foote. Porter guidò tutti i linebacker della NFL con 10,5 sack, mentre Farrior fu il migliore della squadra con 119 tackle. Nella linea secondaria, free safety Chris Hope guidò i suoi con 3 intercetti, mentre la safety Pro Bowler Troy Polamalu totalizzò 91 tackle e 2 intercetti.

## Statistiche

### Statistiche a confronto
|                            | Seattle Seahawks | Pittsburgh Steelers |
| -------------------------- | ---------------- | ------------------- |
| Punti                      | 10               | 21                  |
| Primi down                 | 20               | 14                  |
| Efficienza sui terzi down  | 5-17             | 8-15                |
| Efficienza sui quarti down | 1-2              | 0-0                 |
| Yard totali                | 396              | 339                 |
| Yrd passate                | 259              | 158                 |
| Passaggi completati        | 26-49            | 10-22               |
| Yard per passaggio         | 5.0              | 6.9                 |
| Yard corse                 | 137              | 181                 |
| Corse tentate              | 25               | 33                  |
| Yards per corsa            | 5.5              | 5.5                 |
| Penalità-yard              | 7-70             | 3-20                |
| Sack subiti                | 3-14             | 1-8                 |
| Palle perse                | 1                | 2                   |
| Fumble-persi               | 0-0              | 0-0                 |
| Intercetti lanciati        | 1                | 2                   |
| Tempo di possesso          | 33:02            | 26:58               |

### Leader individuali
| Seahawks: passaggi  | Seahawks: passaggi | Seahawks: passaggi | Seahawks: passaggi | Seahawks: passaggi |
|                     | C/ATT*             | Yds                | TD                 | INT                |
| ------------------- | ------------------ | ------------------ | ------------------ | ------------------ |
| Matt Hasselbeck     | 26/49              | 273                | 1                  | 1                  |
| Seahawks: corse     |                    |                    |                    |                    |
|                     | Cara               | Yds                | TD                 | LGb                |
| Shaun Alexander     | 20                 | 95                 | 0                  | 21                 |
| Matt Hasselbeck     | 3                  | 35                 | 0                  | 18                 |
| Mack Strong         | 2                  | 7                  | 0                  | 7                  |
| Seahawks: ricezioni |                    |                    |                    |                    |
|                     | Recc               | Yds                | TD                 | LGb                |
| Bobby Engram        | 6                  | 70                 | 0                  | 21                 |
| Joe Jurevicius      | 5                  | 93                 | 0                  | 35                 |
| Darrell Jackson     | 5                  | 50                 | 0                  | 20                 |
| Jerramy Stevens     | 3                  | 25                 | 1                  | 16t                |
| Mack Strong         | 2                  | 15                 | 0                  | 13                 |
| Ryan Hannam         | 2                  | 12                 | 0                  | 9                  |
| Maurice Morris      | 1                  | 6                  | 0                  | 6                  |
| Shaun Alexander     | 2                  | 2                  | 0                  | 4                  |

| Steelers: passaggi  | Steelers: passaggi | Steelers: passaggi | Steelers: passaggi | Steelers: passaggi |
|                     | C/ATT*             | Yds                | TD                 | INT                |
| ------------------- | ------------------ | ------------------ | ------------------ | ------------------ |
| Ben Roethlisberger  | 9/21               | 123                | 0                  | 2                  |
| Antwaan Randle El   | 1/1                | 43                 | 1                  | 0                  |
| Steelers: corse     |                    |                    |                    |                    |
|                     | Cara               | Yds                | TD                 | LGb                |
| Willie Parker       | 10                 | 93                 | 1                  | 75t                |
| Jerome Bettis       | 14                 | 43                 | 0                  | 12                 |
| Ben Roethlisberger  | 7                  | 25                 | 1                  | 10                 |
| Hines Ward          | 1                  | 18                 | 0                  | 18                 |
| Verron Haynes       | 1                  | 2                  | 0                  | 2                  |
| Steelers: ricezioni |                    |                    |                    |                    |
|                     | Recc               | Yds                | TD                 | LGb                |
| Hines Ward          | 5                  | 123                | 1                  | 43t                |
| Antwaan Randle El   | 3                  | 22                 | 0                  | 8                  |
| Cedrick Wilson      | 1                  | 20                 | 0                  | 20                 |
| Willie Parker       | 1                  | 1                  | 0                  | 1                  |

*Completi/Tentativi
aPortate
bGiocata più lunga
cRicezioni

## Formazioni titolari
| Pittsburgh         | Ruolo | Ruolo | Seattle          |
| ------------------ | ----- | ----- | ---------------- |
| ATTACCO            |       |       |                  |
| Antwaan Randle El  | WR    | WR    | Bobby Engram     |
| Marvel Smith       | LT    | LT    | Walter Jones     |
| Alan Faneca        | LG    | LG    | Steve Hutchinson |
| Jeff Hartings      | C     | C     | Robbie Tobeck    |
| Kendall Simmons    | RG    | RG    | Chris Gray       |
| Max Starks         | RT    | RT    | Sean Locklear    |
| Heath Miller       | TE    | TE    | Jerramy Stevens  |
| Hines Ward         | WR    | WR    | Darrell Jackson  |
| Ben Roethlisberger | QB    | QB    | Matt Hasselbeck  |
| Willie Parker      | RB    | RB    | Shaun Alexander  |
| Dan Kreider        | FB    | FB    | Mack Strong      |
| DIFESA             |       |       |                  |
| Aaron Smith        | LE    | LE    | Bryce Fisher     |
| Casey Hampton      | NT    | LDT   | Chartric Darby   |
| Kimo von Oelhoffen | RE    | RDT   | Rocky Bernard    |
| Clark Haggans      | LOLB  | RE    | Grant Wistrom    |
| James Farrior      | LILB  | LOLB  | Leroy Hill       |
| Larry Foote        | RILB  | MLB   | Lofa Tatupu      |
| Joey Porter        | ROLB  | ROLB  | D.D. Lewis       |
| Ike Taylor         | LCB   | LCB   | Andre Dyson      |
| Deshea Townsend    | RCB   | RCB   | Marcus Trufant   |
| Troy Polamalu      | SS    | SS    | Michael Boulware |
| Chris Hope         | FS    | FS    | Marquand Manuel  |

## Critiche all'arbitraggio
Le discutibili penalità chiamate durante il Super Bowl XL incontrarono sia le critiche dei fan che dei media, molti dei quali suggerirono che gli arbitri avessero annullato diverse giocate chiave dell'attacco di Seattle. Jason Whitlock il giorno dopo la gara scrisse: "Leavy e la sua banda hanno rovinato il Super Bowl XL. Sono l'unico che vorrebbe ascoltarli nel difendere la loro incompetenza?". In risposta alle critiche, il portavoce della NFL Greg Aiello disse in un comunicato: "La gara è stata diretta propriamente, comprese, come accade nella maggior parte delle partite dell'NFL, alcune giocate dubbie che hanno prodotto critiche verso l'operato degli arbitri." La gara terminò una serie di playoff che furono caratterizzati dalle lamentele sull'operato degli arbitri.
Il capo-allenatore dei Seahawks Mike Holmgren alimentò il dibattito tornando a Seattle, dicendo durante una parata dei Seahawks: "Sapevamo che sarebbe stata dura affrontare i Pittsburgh Steelers. Quello che non sapevo è che inoltre dovevamo anche affrontare i tizi con le maglie a righe." Al Michaels, qualche mese dopo, durante una gara del Sunday Night Football commentò: "Il fatto che Holmgren non fu multato per quella dichiarazioni mi suona ancora strano."
Prima di incontrarsi coi media dell'area di Seattle sui nuovi cambiamenti delle regole dell'NFL, l'arbitro Bill Leavy inaspettatamente si scusò coi Seahawks per i suoi errori nel Super Bowl XL: "Fu una cosa dura per me. Sbagliai due chiamate nel quarto periodo ed influii nella gara in un modo in cui un arbitro non vorrebbe mai fare. Ciò mi fece trascorrere diverse notti insonni in cui ci pensai costantemente. Andrò nella mia tomba sperando di essere stato migliore. So di aver fatto del mio meglio in quel momento ma ciò non è stato abbastanza. Quando sbagliamo, dobbiamo conviverci. È una cosa con cui tutti gli arbitri hanno a che fare ma sfortunatamente quando ti capita in un Super Bowl è difficile."